# Diegtiarka (obwód kurski)
Diegtiarka (ros. Дегтярка) – osiedle typu wiejskiego w zachodniej Rosji, w sielsowiecie salnowskim rejonu chomutowskiego w obwodzie kurskim.

## Geografia
Miejscowość położona jest nad rzeką Niemieda, 3 km od centrum administracyjnego sielsowietu salnowskiego (Salnoje), 9 km od centrum administracyjnego rejonu (Chomutowka), 124 km od Kurska.
W granicach miejscowości znajduje się ulica Łozowaja (11 posesji).

## Demografia
W 2010 r. miejscowość zamieszkiwały 4 osoby.